# Campsie Fells

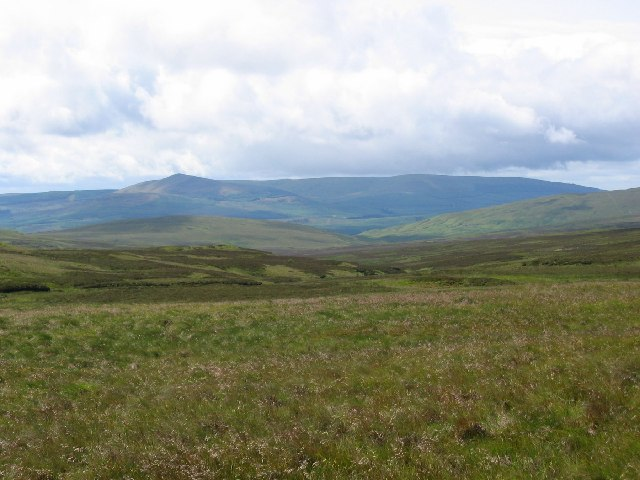
Campsie Fells

Campsie Fells (gael. Monadh Champsaidh) – pasmo wzgórz w centralnej Szkocji, rozciągające się ze wschodu na zachód od hrabstwa Stirling do Dumgoyne w East Dunbartonshire. 
Najwyższym wzniesieniem pasma jest Earl's Seat osiągający wysokość 578 m. Pasmo wznosi się nad wioskami Strathblane oraz Blanefield na południu, Killearn na zachodzie oraz Fintry na północy.